# Chingon
Chingon (på engelska: badass) är ett mexikanskt rockband som startades av den amerikanske regissören Robert Rodríguez. Bandet gör musik till bland annat Rodriguez egna filmer. Bandet spelar latino-låtar.
Rodríguez spelar gitarr i bandet.

## Diskografi

### Kända låtar
- Malagueña Salerosa (Kill Bill Vol. 2)
- Cuka Rocka (Once Upon a Time in Mexico)

### Album
- Mexican Spaghetti Western (2004)

### Soundtracks
- Once Upon a Time in Mexico Soundtrack (2003)
- Mexico And Mariachis (2004)
- Kill Bill Vol. 2 Soundtrack (2004)
- Grindhouse Soundtrack (2007)